# ایو ادبری
ایو ادبری (انگلیسی: Ayo Edebiri؛ زادهٔ ۳ اکتبر ۱۹۹۵) بازیگر آمریکایی است. او از سال ۲۰۲۲ نقش آشپزی را مجموعهٔ کمدی-درام خرس ایفا کرده‌است که برای آن برندهٔ جایزه گلدن گلوب و نامزد جایزه امی ساعات پربیننده شد.
ادبری همچنین به‌عنوان نویسنده مشغول به کار است و در نگارش مجموعهٔ کمدی آنچه در تاریکی انجام می‌دهیم (۲۰۲۲) مشارکت داشته‌است. او در سال ۲۰۲۳ یکی از صداپیشه‌های مرد عنکبوتی: در میان دنیای عنکبوتی، حلقه زمان و لاک‌پشت‌های نینجای جهش‌یافته نوجوان: آشوب جهش‌یافته بود.

## آغاز زندگی
ایو ادبری در ۳ اکتبر ۱۹۹۵ در بوستون به دنیا آمد. مادرش اهل باربادوس و پدرش اهل نیجریه است. او ابتدا از طریق کلاس درام کلاس هشتم به کمدی علاقه‌مند شد و پس از آن به کلوپ بداهه سازی در مدرسه لاتین بوستون پیوست.
ادبری در دانشگاه نیویورک تحصیل کرد و در ابتدا قصد داشت قبل از تغییر رشته خود به نویسندگی دراماتیک در آنجا تدریس کند. به عنوان دانش آموز در کالج، او شروع به آماده شدن برای دنبال کردن حرفه ای در کمدی کرد و در تیپ شهروندان راست قامت کارآموزی کرد. او در دوران دانشجویی با همکاران آینده ریچل سنوت و اما سلیگمن آشنا شد.

## زندگی شخصی
ادبری برای سوسیالیست‌های دموکراتیک آمریکا تبلیغ انتخاباتی کرده‌است. او خودش را یک کوئیر توصیف می‌کند.